# Gran Premio di Francia 2001
Il Gran Premio di Francia 2001 è stato un Gran Premio di Formula 1 disputato il 1º luglio 2001 sul circuito di Magny Cours. La gara fu vinta da Michael Schumacher su Ferrari, seguito da Ralf Schumacher su Williams e dal compagno di squadra Rubens Barrichello.

## Vigilia

### Aspetti tecnici
Nel Gran Premio di casa la Renault portò in pista un'importante evoluzione del proprio V10, che fu montata sulle Benetton di Fisichella e Button: tuttavia i miglioramenti furono molto meno netti del previsto, tanto che i due piloti fecero segnare le velocità di punta più basse per gran parte del fine settimana.
Le scuderie principali non esibirono novità tecniche di rilievo; le scuderie più attive oltre alla Benetton furono la Prost, che modificò sia il corpo vettura che la geometria delle sospensioni, e la Sauber, che montò un nuovo musetto caratterizzato dai supporti dell'alettone a forma di V rovesciata. La BAR montò sul muletto di Panis delle nuove sospensioni posteriori sviluppate direttamente dal reparto corse della Honda.

## Prove libere

### Risultati
Nella prima sessione di prove di venerdì i risultati furono i seguenti:
| Pos | No | Pilota             | Costruttore        | Tempo    |
| --- | -- | ------------------ | ------------------ | -------- |
| 1   | 3  | Mika Häkkinen      | McLaren - Mercedes | 1'15"889 |
| 2   | 1  | Michael Schumacher | Ferrari            | 1'16"044 |
| 3   | 4  | David Coulthard    | McLaren - Mercedes | 1'16"364 |

Nella seconda sessione di prove di venerdì i risultati furono i seguenti:
| Pos | No | Pilota             | Costruttore        | Tempo    |
| --- | -- | ------------------ | ------------------ | -------- |
| 1   | 4  | David Coulthard    | McLaren - Mercedes | 1'14"935 |
| 2   | 18 | Eddie Irvine       | Jaguar - Ford      | 1'15"133 |
| 3   | 10 | Jacques Villeneuve | BAR - Honda        | 1'15"224 |

Nella sessione di prove libere di sabato mattina i risultati furono i seguenti:
| Pos | No | Pilota             | Costruttore        | Tempo    |
| --- | -- | ------------------ | ------------------ | -------- |
| 1   | 1  | Michael Schumacher | Ferrari            | 1'13"729 |
| 2   | 5  | Ralf Schumacher    | Williams - BMW     | 1'13"953 |
| 3   | 4  | David Coulthard    | McLaren - Mercedes | 1'13"972 |

## Qualifiche

### Resoconto
La lotta per la pole position fu combattuta principalmente tra i fratelli Schumacher, con Ralf che ebbe la meglio nel proprio secondo tentativo, abbassando il record sul giro del circuito transalpino e battendo il rivale di appena un centesimo di secondo. In seconda fila si schierarono le McLaren di Coulthard e Häkkinen, seguite dal sorprendente Trulli su Jordan. Montoya sulla seconda Williams ottenne il sesto tempo davanti a Frentzen e Barrichello, quest'ultimo non soddisfatto dell'assetto scelto per la propria vettura.

### Risultati
| Pos | No | Pilota                | Costruttore        | Pneumatici | Tempo    | Distacco |
| --- | -- | --------------------- | ------------------ | ---------- | -------- | -------- |
| 1   | 5  | Ralf Schumacher       | Williams - BMW     | M          | 1'12"989 |          |
| 2   | 1  | Michael Schumacher    | Ferrari            | B          | 1'12"999 | +0"010   |
| 3   | 4  | David Coulthard       | McLaren - Mercedes | B          | 1'13"186 | +0"197   |
| 4   | 3  | Mika Häkkinen         | McLaren - Mercedes | B          | 1'13"268 | +0"279   |
| 5   | 12 | Jarno Trulli          | Jordan - Honda     | B          | 1'13"310 | +0"321   |
| 6   | 6  | Juan Pablo Montoya    | Williams - BMW     | M          | 1'13"625 | +0"636   |
| 7   | 11 | Heinz-Harald Frentzen | Jordan - Honda     | B          | 1'13"815 | +0"826   |
| 8   | 2  | Rubens Barrichello    | Ferrari            | B          | 1'13"867 | +0"878   |
| 9   | 16 | Nick Heidfeld         | Sauber - Petronas  | B          | 1'14"095 | +1"106   |
| 10  | 10 | Jacques Villeneuve    | BAR - Honda        | B          | 1'14"096 | +1"107   |
| 11  | 9  | Olivier Panis         | BAR - Honda        | B          | 1'14"181 | +1"192   |
| 12  | 18 | Eddie Irvine          | Jaguar - Ford      | M          | 1'14"441 | +1"452   |
| 13  | 17 | Kimi Räikkönen        | Sauber - Petronas  | B          | 1'14"536 | +1"547   |
| 14  | 19 | Pedro de la Rosa      | Jaguar - Ford      | M          | 1'15"020 | +2"031   |
| 15  | 23 | Luciano Burti         | Prost - Acer       | M          | 1'15"072 | +2"083   |
| 16  | 7  | Giancarlo Fisichella  | Benetton - Renault | M          | 1'15"220 | +2"231   |
| 17  | 8  | Jenson Button         | Benetton - Renault | M          | 1'15"420 | +2"431   |
| 18  | 14 | Jos Verstappen        | Arrows - Asiatech  | B          | 1'15"707 | +2"718   |
| 19  | 22 | Jean Alesi            | Prost - Acer       | M          | 1'15"774 | +2"785   |
| 20  | 15 | Enrique Bernoldi      | Arrows - Asiatech  | B          | 1'15"828 | +2"839   |
| 21  | 21 | Fernando Alonso       | Minardi - European | M          | 1'16"039 | +3"050   |
| 22  | 20 | Tarso Marques         | Minardi - European | M          | 1'16"500 | +3"511   |

## Gara

### Resoconto

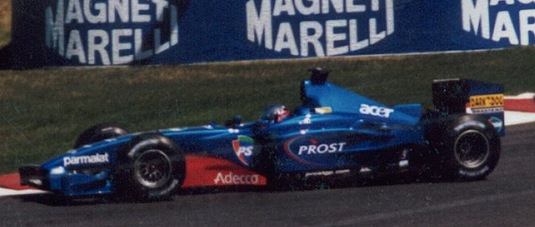
Jean Alesi alla guida della sua Prost al Gran Premio di Francia. Il transalpino concluse la corsa al dodicesimo posto.

Prima del via del giro di ricognizione sulla McLaren di Häkkinen si ruppe la trasmissione, montata male dai meccanici: il pilota finlandese fu costretto al ritiro ancora prima che la gara cominciasse. Alla partenza Ralf Schumacher mantenne il comando davanti a Michael Schumacher, Coulthard, Montoya, Trulli e Barrichello, che già nel corso del secondo giro sopravanzò il pilota abruzzese. I primi tre allungarono decisamente sugli altri, mantenendo tra loro distacchi piuttosto contenuti. La gara si decise durante la prima serie di pit stop, iniziata al 24º giro: Ralf Schumacher perse parecchio tempo a causa di difficoltà nel fissaggio della ruota posteriore destra, mentre David Coulthard disattivò involontariamente il limitatore di velocità nella corsia box, subendo una penalità. Michael Schumacher si ritrovò così solo in testa alla corsa, potendo gestire un crescente vantaggio sul fratello Ralf, rallentato anche da un set di pneumatici poco efficace. Al 32º giro Coulthard si fermò ai box per scontare la propria penalità; rientrò in pista quinto, alle spalle dei fratelli Schumacher, Montoya e Barrichello.

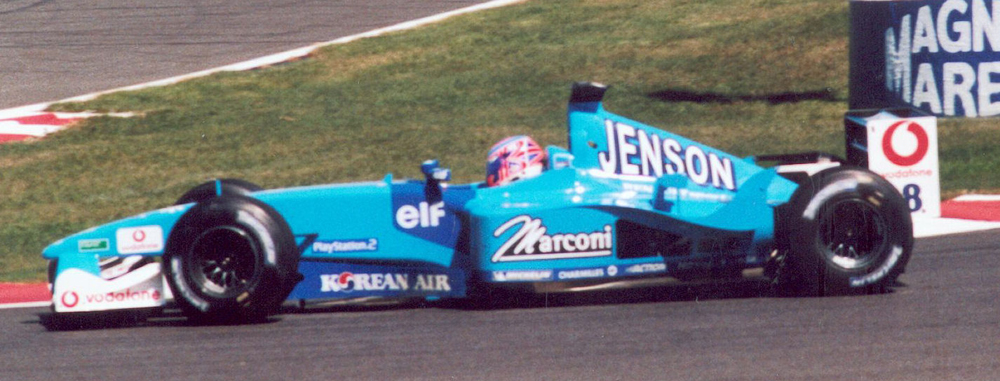
Jenson Button, costretto al ritiro a pochi giri dal termine della corsa per un problema alla pressione della benzina.

Il pilota colombiano fu però costretto al ritiro al 53º giro per un guasto. In zona punti entrò quindi Heidfeld, preceduto da Jarno Trulli e seguito da Irvine, autore di diversi sorpassi. Il pilota nordirlandese dovette però rinunciare alla possibilità di fare punti nel corso del 55º passaggio, quando il motore Ford della sua Jaguar cedette.
Non si verificarono ulteriori cambi di posizione e Michael Schumacher ottenne il suo cinquantesimo successo in carriera davanti al fratello Ralf, Barrichello e Coulthard, che nel finale di gara si avvicinò al pilota brasiliano della Ferrari senza però riuscire a sopravanzarlo. Al quinto posto si piazzò Jarno Trulli, a punti dopo una serie di sfortunati ritiri, seguito da Nick Heidfeld.

### Risultati
| Pos | No | Pilota                | Costruttore        | Pneumatici | Giri | Tempo/Ritiro                  | Griglia | Punti |
| --- | -- | --------------------- | ------------------ | ---------- | ---- | ----------------------------- | ------- | ----- |
| 1   | 1  | Michael Schumacher    | Ferrari            | B          | 72   | 1h33'35"636                   | 2       | 10    |
| 2   | 5  | Ralf Schumacher       | Williams - BMW     | M          | 72   | +10"399                       | 1       | 6     |
| 3   | 2  | Rubens Barrichello    | Ferrari            | B          | 72   | +16"381                       | 8       | 4     |
| 4   | 4  | David Coulthard       | McLaren - Mercedes | B          | 72   | +17"106                       | 3       | 3     |
| 5   | 12 | Jarno Trulli          | Jordan - Honda     | B          | 72   | +1'08"285                     | 5       | 2     |
| 6   | 16 | Nick Heidfeld         | Sauber - Petronas  | B          | 71   | +1 giro                       | 9       | 1     |
| 7   | 17 | Kimi Räikkönen        | Sauber - Petronas  | B          | 71   | +1 giro                       | 13      |       |
| 8   | 11 | Heinz-Harald Frentzen | Jordan - Honda     | B          | 71   | +1 giro                       | 8       |       |
| 9   | 9  | Olivier Panis         | BAR - Honda        | B          | 71   | +1 giro                       | 11      |       |
| 10  | 23 | Luciano Burti         | Prost - Acer       | M          | 71   | +1 giro                       | 15      |       |
| 11  | 7  | Giancarlo Fisichella  | Benetton - Renault | M          | 71   | +1 giro                       | 16      |       |
| 12  | 22 | Jean Alesi            | Prost - Acer       | M          | 70   | +2 giri                       | 19      |       |
| 13  | 14 | Jos Verstappen        | Arrows - Asiatech  | B          | 70   | +2 giri                       | 18      |       |
| 14  | 19 | Pedro de la Rosa      | Jaguar - Ford      | M          | 70   | +2 giri                       | 14      |       |
| 15  | 20 | Tarso Marques         | Minardi - European | M          | 69   | +3 giri                       | 22      |       |
| 16  | 8  | Jenson Button         | Benetton - Renault | M          | 68   | Pressione della benzina (12°) | 17      |       |
| 17  | 21 | Fernando Alonso       | Minardi - European | M          | 65   | Motore (15°)                  | 21      |       |
| Rit | 18 | Eddie Irvine          | Jaguar - Ford      | M          | 54   | Motore (7°)                   | 12      |       |
| Rit | 6  | Juan Pablo Montoya    | Williams - BMW     | M          | 52   | Motore (4°)                   | 6       |       |
| Rit | 15 | Enrique Bernoldi      | Arrows - Asiatech  | B          | 17   | Motore (13°)                  | 20      |       |
| Rit | 10 | Jacques Villeneuve    | BAR - Honda        | B          | 5    | Elettronica (8°)              | 10      |       |
| NP  | 3  | Mika Häkkinen         | McLaren - Mercedes | B          | 0    | Trasmissione                  | 4       |       |

## Classifiche

### Piloti
| Pos. | Pilota                | Punti |
| ---- | --------------------- | ----- |
| 1    | Michael Schumacher    | 78    |
| 2    | David Coulthard       | 47    |
| 3    | Ralf Schumacher       | 31    |
| 4    | Rubens Barrichello    | 30    |
| 5    | Juan Pablo Montoya    | 12    |
| 6    | Mika Häkkinen         | 9     |
| 6    | Nick Heidfeld         | 9     |
| 6    | Jarno Trulli          | 9     |
| 9    | Jacques Villeneuve    | 7     |
| 9    | Kimi Räikkönen        | 7     |
| 11   | Heinz-Harald Frentzen | 6     |
| 12   | Olivier Panis         | 5     |
| 13   | Eddie Irvine          | 4     |
| 14   | Jean Alesi            | 3     |
| 15   | Giancarlo Fisichella  | 1     |
| 15   | Jos Verstappen        | 1     |
| 15   | Pedro de la Rosa      | 1     |

### Costruttori
| Pos. | Team               | Punti |
| ---- | ------------------ | ----- |
| 1    | Ferrari            | 108   |
| 2    | McLaren - Mercedes | 56    |
| 3    | Williams - BMW     | 43    |
| 4    | Sauber - Petronas  | 16    |
| 5    | Jordan - Honda     | 15    |
| 6    | BAR - Honda        | 12    |
| 7    | Jaguar - Ford      | 5     |
| 8    | Prost - Acer       | 3     |
| 9    | Benetton - Renault | 1     |
| 9    | Arrows - Asiatech  | 1     |